# Botanophila nyamgasana
Botanophila nyamgasana är en tvåvingeart som först beskrevs av Fritz Isidore van Emden 1941.  Botanophila nyamgasana ingår i släktet Botanophila och familjen blomsterflugor.
Artens utbredningsområde är Uganda. Inga underarter finns listade i Catalogue of Life.